# Sabrina Goleš
Sabrina Goleš (Stari Mikanovci, 3 juni 1965) is een voormalig professioneel tennisspeelster uit Joegoslavië. Zij was actief in het proftennis van 1983 tot en met 1990.

## Loopbaan

### Enkelspel
Goleš won in 1983 het ITF-toernooi van Bari (Italië). In 1984 vertegenwoordigde zij haar vaderland bij de Olympische Spelen in Los Angeles, waar tennis een demonstratiesport was – in de finale verloor ze van Steffi Graf. Vier jaar later nam zij nogmaals deel aan de Olympische Spelen, in Seoel – zij bereikte er de tweede ronde.
Goleš stond in 1984 voor het eerst in een WTA-finale, op het toernooi van Tarente – zij verloor van de Italiaanse Sandra Cecchini. Zij won één WTA-toernooi gedurende haar carrière, in 1987 in Parijs – in de finale versloeg zij de Belgische Sandra Wasserman.
Haar beste resultaat op de grandslamtoernooien is het bereiken van de vierde ronde, op Roland Garros 1984. Haar hoogste notering op de WTA-ranglijst is de 27e plaats, die zij bereikte in februari 1987.

### Dubbelspel
Goleš was in het dubbelspel minder actief dan in het enkelspel. In 1984 stond zij voor het eerst in een WTA-finale, op het toernooi van Tarente, samen met de Oostenrijkse Petra Huber – hier veroverde zij haar eerste titel, door het Sovjet-koppel Jelena Jelisejenko en Natasja Reva te verslaan. In totaal won zij vier WTA-titels, de laatste in 1989, ook weer in Tarente, samen met de Argentijnse Mercedes Paz.
Haar beste resultaat op de grandslamtoernooien is het bereiken van de derde ronde. Haar hoogste notering op de WTA-ranglijst is de 55e plaats, die zij bereikte in januari 1987.

#### Gemengd dubbelspel
Goleš bereikte de halve finale op Roland Garros 1985, aan de zijde van Joegoslaaf Goran Prpić.

### Tennis in teamverband
In de periode 1981–1990 maakte Goleš deel uit van het Joegoslavische Fed Cup-team. In 1984 bereikten zij de halve finale van de Wereldgroep, door achtereenvolgens te winnen van Korea, Israël en Bulgarije – in de halve finale verloren de Joegoslavische dames van het Tsjechische team. Ook in 1989 kwamen zij in de halve finale van de Wereldgroep – in de groepsfase verloren zij weliswaar eerst van Nederland, maar door winst op Jamaica gingen zij toch door naar de tweede ronde, waarna zij door zeges over Israël en Korea andermaal tot de halve finale doordrongen – daarin moest het Joegoslavisch team hun meerdere erkennen in de dames uit Indonesië. Goleš behaalde bij de Fed Cup een winst/verlies-balans van 30–12.

## Palmares

### WTA-finaleplaatsen enkelspel
| nr.              | finale     | toernooi         | ondergrond | tegenstandster   | score         |
| ---------------- | ---------- | ---------------- | ---------- | ---------------- | ------------- |
| gewonnen finales |            |                  |            |                  |               |
| 1.               | 1987-10-04 | WTA Parijs       | gravel     | Sandra Wasserman | 7-5, 6-1      |
| verloren finales |            |                  |            |                  |               |
| 1.               | 1984-04-29 | WTA Tarente      | gravel     | Sandra Cecchini  | 2-6, 5-7      |
| 2.               | 1984-08-11 | O.S. Los Angeles | hardcourt  | Steffi Graf      | 6-1, 3-6, 4-6 |
| 3.               | 1986-11-16 | WTA San Juan     | hardcourt  | Raffaella Reggi  | 6-7, 6-4, 3-6 |

### WTA-finaleplaatsen vrouwendubbelspel
| nr.              | finale     | toernooi       | ondergrond    | partner             | tegenstandsters                      | score         |
| ---------------- | ---------- | -------------- | ------------- | ------------------- | ------------------------------------ | ------------- |
| gewonnen finales |            |                |               |                     |                                      |               |
| 1.               | 1984-04-29 | WTA Tarente    | gravel        | Petra Huber         | Jelena Jelisejenko Natasja Reva      | 6-3, 6-3      |
| 2.               | 1986-04-27 | WTA Charleston | gravel        | Sandra Cecchini     | Laura Gildemeister Marcela Skuherská | 4-6, 6-0, 6-3 |
| 3.               | 1988-08-07 | WTA Athene     | gravel        | Judith Wiesner      | Silke Frankl Sabine Hack             | 7-5, 6-0      |
| 4.               | 1989-05-07 | WTA Tarente    | gravel        | Mercedes Paz        | Sophie Amiach Emmanuelle Derly       | 6-2, 6-2      |
| verloren finales |            |                |               |                     |                                      |               |
| 1.               | 1985-11-10 | WTA Hilversum  | tapijt (i)    | Sandra Cecchini     | Marcella Mesker Catherine Tanvier    | 2-6, 2-6      |
| 2.               | 1986-07-20 | WTA Bregenz    | gravel        | Tine Scheuer-Larsen | Petra Huber Petra Keppeler           | 2-6, 4-6      |
| 3.               | 1987-10-04 | WTA Parijs     | gravel        | Sandra Cecchini     | Isabelle Demongeot Nathalie Tauziat  | 6-1, 3-6, 3-6 |
| 4.               | 1988-08-14 | WTA Sofia      | hardcourt (i) | Katerina Maleeva    | Conchita Martínez Barbara Paulus     | 6-1, 1-6, 4-6 |
| 5.               | 1989-07-30 | WTA Båstad     | gravel        | Katerina Maleeva    | Mercedes Paz Tine Scheuer-Larsen     | 2-6, 5-7      |
| 6.               | 1990-04-29 | WTA Barcelona  | gravel        | Patricia Tarabini   | Mercedes Paz Arantxa Sánchez         | 7-6, 2-6, 1-6 |

## Resultaten grandslamtoernooien
| Legenda | Legenda                          |
| ------- | -------------------------------- |
| g.t.    | geen toernooi gehouden           |
| l.c.    | lagere categorie                 |
| –       | niet deelgenomen                 |
| G       | uitgeschakeld in de groepsfase   |
| 1R      | uitgeschakeld in de eerste ronde |
| 2R      | uitgeschakeld in de tweede ronde |
| 3R      | uitgeschakeld in de derde ronde  |
| 4R      | uitgeschakeld in de vierde ronde |
| KF      | uitgeschakeld in de kwartfinale  |
| HF      | uitgeschakeld in de halve finale |
| F       | de finale verloren               |
| W       | het toernooi gewonnen            |
| w-v     | winst/verlies-balans             |

### Enkelspel
| Toernooi        | 1983 | 1984 | 1985 | 1986 | 1987 | 1988 | 1989 | 1990 | w-v |
| --------------- | ---- | ---- | ---- | ---- | ---- | ---- | ---- | ---- | --- |
| Australian Open | –    | –    | –    | g.t. | –    | –    | –    | 1R   | 0-1 |
| Roland Garros   | 2R   | 4R   | 1R   | 1R   | 1R   | 1R   | 1R   | 1R   | 4-8 |
| Wimbledon       | –    | 1R   | 1R   | 1R   | 2R   | 1R   | 1R   | –    | 1-6 |
| US Open         | 2R   | 1R   | 2R   | 1R   | 2R   | 2R   | 3R   | –    | 6-7 |

### Vrouwendubbelspel
| Toernooi        | 1984 | 1985 | 1986 | 1987 | 1988 | 1989 | 1990 | w-v |
| --------------- | ---- | ---- | ---- | ---- | ---- | ---- | ---- | --- |
| Australian Open | –    | –    | g.t. | –    | –    | –    | 3R   | 2-1 |
| Roland Garros   | 3R   | 2R   | 2R   | 2R   | 1R   | 1R   | 1R   | 5-7 |
| Wimbledon       | 1R   | 1R   | –    | –    | –    | 1R   | 1R   | 0-4 |
| US Open         | 1R   | 1R   | 3R   | 1R   | 2R   | 2R   | –    | 4-6 |

### Gemengd dubbelspel
| Toernooi        | 1984 | 1985 |    | 1989 | w-v |
| --------------- | ---- | ---- | -- | ---- | --- |
| Australian Open | –    | –    | –  | 0-0  |     |
| Roland Garros   | –    | HF   | 3R | 6-2  |     |
| Wimbledon       | 2R   | –    | –  | 1-1  |     |
| US Open         | –    | –    | –  | 0-0  |     |